# 朱厚烮
永春荣简王朱厚烮（16世纪—1588年），明朝荣庄王朱祐枢的庶四子，明宪宗孙。

## 生平
嘉靖七年（1528年）十月，明世宗遣武進伯朱江等為正使、左春坊左贊善張治等為副使，持節冊封朱厚烮為永春王。
嘉靖十六年（1537年）十二月，世宗遣英國公張溶等為正使、戶科給事中高時等為副使，持節冊封丘氏為永春王妃。
嘉靖十七年（1538年）九月，朱祐樞称四个儿子惠安王朱厚𤋗、朱厚烮、富城王朱厚𤉷、貴溪王朱厚𤎯每年各給祿米千石，不够用，請求增加。戶部上奏，世宗不聽，命如光化王朱載均例給之，以後郡王初封、襲封者都按祖訓給祿米，不得增減。
万历十六年（1588年），朱厚烮過世。庶长子朱载垍隆庆五年（1571年）封为永春长子，也在万历十六年去世，无子，永春国除。